# Chionaema melanochlorus
Chionaema melanochlorus är en fjärilsart som beskrevs av Rothschild 1916. Chionaema melanochlorus ingår i släktet Chionaema och familjen björnspinnare. Inga underarter finns listade i Catalogue of Life.